# Bernières-sur-Mer
Bernières-sur-Mer is een gemeente in het Franse departement Calvados (regio Normandië). De plaats maakt deel uit van het arrondissement Caen. Bernières-sur-Mer telde op 1 januari 2022 2.446 inwoners. De plaats ligt aan het D-Day strand Juno Beach.

## Geografie
De oppervlakte van Bernières-sur-Mer bedroeg op 1 januari 2022 7,66 vierkante kilometer; de bevolkingsdichtheid was toen 319,3 inwoners per km².
De onderstaande kaart toont de ligging van Bernières-sur-Mer met de belangrijkste infrastructuur en aangrenzende gemeenten.

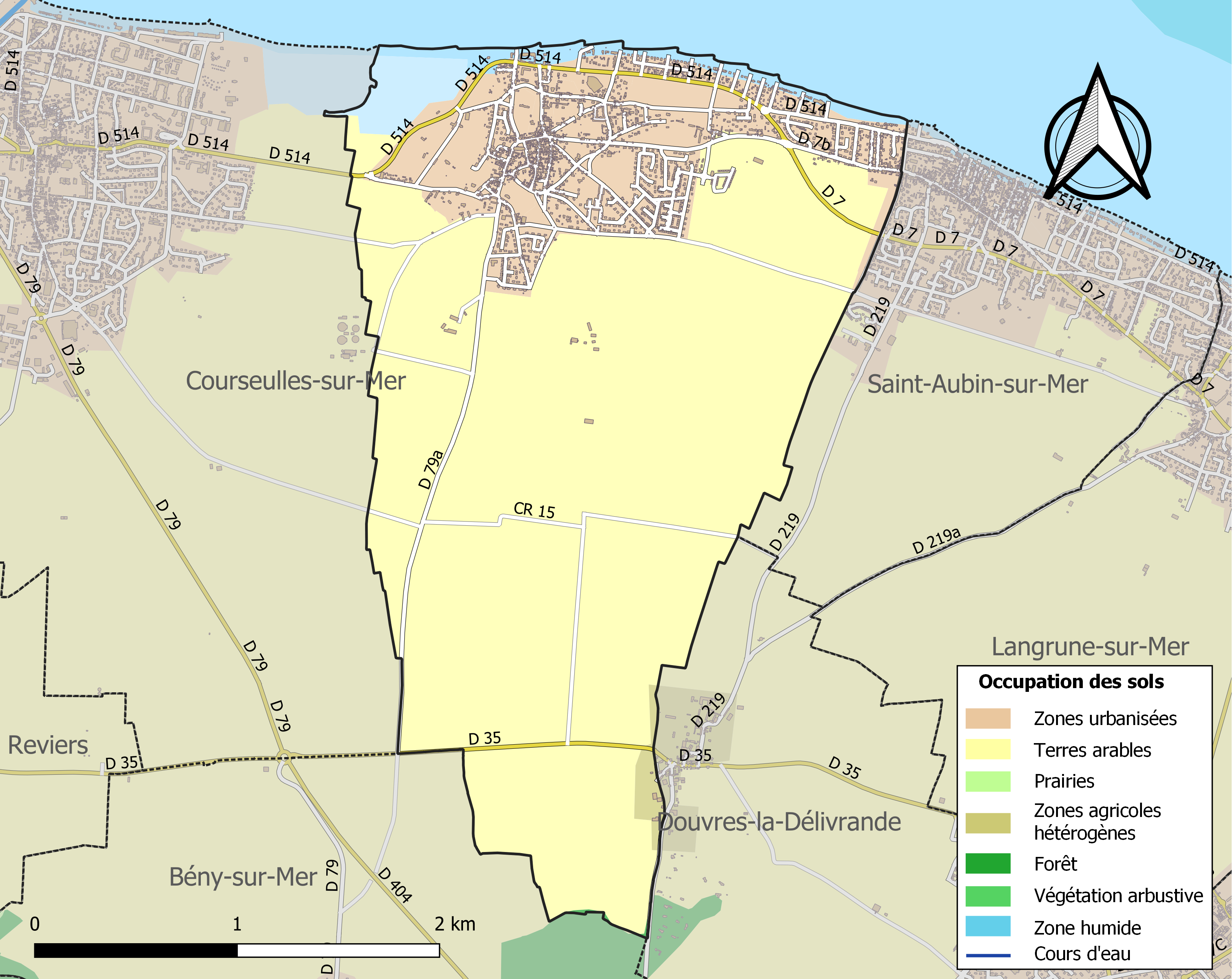

## Demografie
Onderstaande figuur toont het verloop van het inwonertal (bron: INSEE-tellingen).

Vanwege een beveiligingsprobleem met de MediaWiki Graph-software is het momenteel niet mogelijk deze grafiek weer te geven. Zodra de software is bijgewerkt zal de grafiek vanzelf weer zichtbaar worden.